# 1904年セントルイスオリンピックのボクシング競技
1904年セントルイスオリンピックのボクシング競技（1904ねんセントルイスオリンピックのボクシングきょうぎ）は、1904年9月21日、および22日に実施された。オリンピックにおけるボクシング競技は、今大会が初めてとなった。競技者は全員アメリカ人で、オリバー・カークはオリンピック史において唯一、二つの階級で一度に金メダルを獲得した選手となった。また、ハリー・スパンジャー、チャールズ・メイヤー、ジョージ・フィネガンらも複数の階級でメダルを獲得した。

## 最終結果
| 種目         | 金                                        | 銀                                                | 銅                                              |
| ------------ | ----------------------------------------- | ------------------------------------------------- | ----------------------------------------------- |
| フライ級     | ジョージ・フィネガン アメリカ合衆国 (USA) | マイルス・バーク アメリカ合衆国 (USA)             | 受賞者なし                                      |
| バンタム級   | オリバー・カーク アメリカ合衆国 (USA)     | ジョージ・フィネガン アメリカ合衆国 (USA)         | 受賞者なし                                      |
| フェザー級   | オリバー・カーク アメリカ合衆国 (USA)     | フランク・ハラー アメリカ合衆国 (USA)             | フレデリック・ギルモア アメリカ合衆国 (USA)     |
| ライト級     | ハリー・スパンジャー アメリカ合衆国 (USA) | ラッセル・ヴァン・ホーン アメリカ合衆国 (USA)     | ピーター・シュトラーホード アメリカ合衆国 (USA) |
| ウェルター級 | アルバート・ヤング アメリカ合衆国 (USA)   | ハリー・スパンジャー アメリカ合衆国 (USA)         | ジョセフ・ライドン アメリカ合衆国 (USA)         |
| ミドル級     | チャールズ・メイヤー アメリカ合衆国 (USA) | ベンジャミン・スプラッドリー アメリカ合衆国 (USA) | 受賞者なし                                      |
| ヘビー級     | サミュエル・バーガー アメリカ合衆国 (USA) | チャールズ・メイヤー アメリカ合衆国 (USA)         | ウィリアム・マイケルズ アメリカ合衆国 (USA)     |

## 各国メダル数
| 順 | 国・地域       | 金 | 銀 | 銅 | 計 |
| -- | -------------- | -- | -- | -- | -- |
| 1  | アメリカ合衆国 | 7  | 7  | 4  | 18 |

## その他
ジャック・イーガンが今大会に出場し、ライト級で銀メダル、ウェルター級で銅メダルを獲得したが、本名である「フランク・ジョセフ・フロイド」を隠していたため、メダルを剥奪された。